# Flora y fauna de Honduras
La república de Honduras, es un país centroamericano, geográficamente ubicado dentro de los trópicos, lo que le permite que su naturaleza brinde un hábitat adecuado tanto para la flora, como para la fauna de especies especiales, variadas y en vía de extinción, lo cual ha planteado al gobierno hondureño, secretarías y organizaciones naturistas nacionales e internacionales. Promover y velar por la protección tanto la biodiversidad de especies, como las reservas naturales existentes.

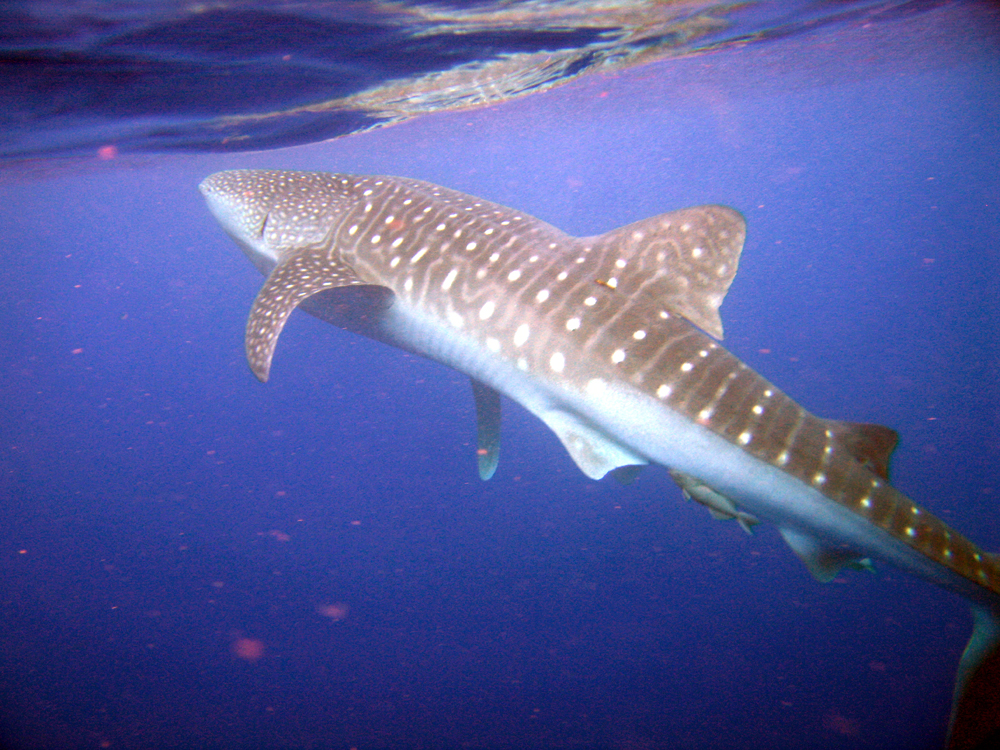
Vista de un Tiburón cerca de la Isla de Útila en Honduras

## La flora
La flora de Honduras es muy variada, la selva lluviosa o pluviselva, también clasificado como Bosque lluvioso tropical, es una de las más impresionantes como formación vegetal; los ecólogos la denominan "Formación Higrófila Megatérmica", por corresponder a regiones de gran humedad y constantes temperaturas altas. Aquí hay una especie dominante única como pinos o abetos cubriendo grandes áreas. En la zona oriental del país, "La Mosquitia", existe una gran abundancia de plantas trepadoras o enredaderas, como las lianas. Gran variedad de epifitas, siendo las orquídeas más llamativas. Por su adaptación a la humedad ambiente, los árboles son enormes y no poseen raíces profundas sosteniéndose gracias a los grandes contrafuertes o espolones, mientras las hojas son muchas y de gran tamaño. Los troncos de los árboles son rectos y lisos y sus primeras ramas nacen a gran altura del suelo. La Pluvioselva de Honduras corresponde a la región norte, por debajo de los 600 metros de elevación; no hay estación seca completamente definida y abarca un 29% del total de la superficie del país. Entre las especies vegetales más típicas de esta región biogeográfica se encuentran: cedro Real (Cedrela mexicana), Cedro Común (Cedrela odorata), caoba (Swetonia mahogoni L.), árbol de María (Calophyllum brasiliense), Cortés (Tabebuia guayacan), "Espavel" o Mijao (Anacardium excelsum), guayabo (Guayabón) o (Tarminalia amazonia), y muchos otros. Existen numerosas palmeras cerca de las costas, la fruta es tropical y las flores de todos los colores. Es muy común encontrar plantas textiles como el algodón o la pacaya. También hay gran variedad de plantas medicinales como la achicoria, el apazote y el Bálsamo de Tolú. Se utilizan como árboles productores de goma (Ficus elastica) y resina, el espino blanco y el palmacristi (Ricinus communis)

## La fauna
La fauna es riquísima y variada siendo los más comunes los de vida arbórea y los que viven en las corrientes fluviales aguas lacustres. Los animales grandes no son muy numerosos pero hay cientos de especies de reptiles, anfibios y pájaros; lagartos y muchas variedades de peces en las corrientes. Monos, murciélagos y miríadas de pájaros abundan en los árboles. Puesto que no hay estación fría, miles de variedades de insectos pululan continuamente: avispas, hormigas, mosquitos, zancudos, jejenes y otros. Entre los mamíferos se encuentran: "Danto" o Tapir (Tapirus bairdii), jabalí o Pecarí (Tayassu pecari), Jagüilla (Sus americanensis), Tigre o jaguar (Felis onca), puma (Felis concolor), Tigrillo (Felis pardalis), gato montés o Caucel (Felis Wiedii), Yaguarundi o puma pequeño (Felis yaguaroundi), murciélago (Vampirus spectrum), pizote solo (Nasua narica), mapachín (Procyon lotor), Oso hormiguero (Myrmecophaga tridactyla), etc. La avifauna es variada y muy abundante entre los que se encuentran: colibríes o gorriones en más de 20 especies diferentes; la viudita (Trogon rufus), el pájaro carpintero (Phleoceastes guatemalensis), la lechuza (Pulsatrix perspicillata), el tecolote (Ciccaba virgata), el Tucán o pico de navaja (Rhanfastus sulfuratus y Pteroglosus torcuatus), lora nuca amarilla (Amazona ochrocephala), perico verde de la costa (Aratinga finschi), rey zopilote o cóndor centroamericano (Sarcoramphus papa), Eumops glaucinus. Entre los reptiles están la barba amarilla (Botrox atrox), tamagás (Botrox nasuta), Porthidium nasutum, boa (Constrictor imperatur), cascabel (Crotalus durissus), tortuga verde (Chelonia mydas), caimán café (Caiman cocodrylus fuscus), lagarto ( Cocodrylus acutus), serpiente de coral, Acanthopleura granulata, Basiliscus vittatus. Otros reptiles son las iguanas que se mimetizan con los tonos variados del bosque; las tortugas de agua dulce como la caguama (Caretta caretta) y entre los anfibios son abundantes los sapos y las ranas trepadoras de variadas especies.
Las costas de Honduras, se encuentran bañadas al norte y este por el mar Caribe y en el sur por el golfo de Fonseca, en las aguas turquesas próximas al Mar Caribe se puede apreciar mediante buceo los arrecifes coralinos con su diversidad de algas calcáreas, algas rojas, (Rhodophyta), como praderas marinas, entre otras plantas acuáticas que abordan un natural ecosistema.
Entre la fauna que podemos encontrar en las costas hondureñas, están el tiburón ballena, delfines, variedad de peces tropicales, camarones (Caridea) y muchas especies más 
| Biodiversidad de Honduras |                       |                 |                     |
|                           |                       |                 |                     |
| Agave                     | Tillandsia flabellata | Anthurium       | Liquidambar         |
|                           |                       |                 |                     |
| Delfín                    | Jaguar                | Cebus capucinus | Tayassu tajacu      |
|                           |                       |                 |                     |
| Iguana                    | Boa constrictor       | Caretta caretta | Cephalopholis fulva |
|                           | Ara ambigua           |                 |                     |
| Tucán                     | Ara ambigua           | Harpia harpyja  | Pionus senilis      |

## Maltrato animal en Honduras
Debido a que en el país Centroamericano, hasta el año 2015 emitió una Ley de Protección y Bienestar Animal es que las autoridades han puesto más atención en el asunto, se conoce que Honduras cuenta con una biodiversidad de fauna salvaje que se encuentra en extinción y a la cual se debe proteger, anterior a la Ley indiscriminadamente eran los cazadores furtivos que se hacían de trofeos de estas especies, uno de los mejores ejemplares de jaguar que existen en libertad es el hondureño, el mismo ha sido perseguido desde tiempos coloniales. La Ley también protege a los animales domésticos y castiga con fuertes sanciones a los infractores.
En la rivera del Río Plátano, miles de tortugas se acercan a la desembocadura con el fin de depositar sus huevos en la arena, estas quedan atrapadas en improvisadas trampas al intentar tanto llegar a la orilla o devolverse al mar, personas sin escrúpulos y fortuitos, se hacen del botín (huevos) los que son vendidos para alimento. Provocando así, un cambio irreversible en la naturaleza y la extensión de las tortugas.
En pleno Ritual Litúrgico Evangélico un pastor del occidente de Honduras, degolló a un chivo, al hacerlo en vivo y grabado para el público, fue publicado en redes sociales, provocando la indignación de personas defensoras de los animales y de otras que no podían creer lo que había sucedido dentro de la iglesia evangélica.
Uno de los árbitros de más renombre en Honduras, Argelio Sabillón, fue capturado junto a otras personas por caza ilegal de venados en peligro de extinción.

### Protección de la biodiversidad hondureña
La Legislación hondureña contempla que el aprovechamiento de animales inofensivos o que forman parte de la biodiversidad están protegidos y cuya obligación de protección recae en los hondureños. Artículo 188. CAPTURA DE FAUNA ILEGAL. con pena de cuatro (4) a siete (7) años. Artículo 189. COMERCIALIZACION ILEGAL DE FAUNA.- pena de cuatro (4) a nueve (9) años y el artículo 190. DAÑOS PRODUCIDOS A LA FAUNA sancionado con una pena de uno (1) a tres (3) años);
A lo largo de la historia democrática de Honduras, -a partir de 1982- se han fundado pocas fundaciones e instituciones con el objeto de proteger a los animales silvestres y a la biodiversidad natural, las casas de protección de perros, gatos, etc. se ven en condiciones deplorables al no poder asistir a tantos animales callejeros, asimismo la encargada de dicha protección la Secretaría de Recursos Naturales, no provee la dispensación necesaria y obligatoria para que estas instituciones funcionen correctamente. Como la que funciona en Río Plátano -Fondo Patrimonial y el Fondo de Áreas Protegidas y Vida Silvestre(FAPVS)- las cuales se ven hasta amenazadas por los cazadores y aprovechadores de la naturaleza hondureña.